# Telmatobufo
Telmatobufo – rodzaj płazów bezogonowych z rodziny Calyptocephalellidae.

## Zasięg występowania
Rodzaj obejmuje gatunki występujące w południowym Chile.

## Systematyka

### Etymologia
Telmatobufo: gr. τελμα telma, τελματος telmatos „bagno”; łac. bufo, bufonis „ropucha”.

### Podział systematyczny
Do rodzaju należą następujące gatunki:
- Telmatobufo australis Formas, 1972
- Telmatobufo bullocki Schmidt, 1952
- Telmatobufo ignotus Cuevas, 2010
- Telmatobufo venustus (Philippi, 1899)